# Графове на Тускулум
Графовете на Тускулум (на италиански: Conti di Tuscolo) са владетелска фамилия от римски аристократи в графството Тускулум със столица Тускулум в Лациум през 10-12 век. Наричат се Теофилакти.
През 11 век те завладяват властта в град Рим след дълги борби с Кресцентите (Crescentiern), където между 1012 и 1045 г. дават 3 папи (Бенедикт VIII, Йоан XIX и Бенедикт IX).
През 1167 г. се състои битка при Тускулум, в която Христиан I от Бух и Райналд от Дасел с рицарите си побеждават големи римски войски.
През 1191 г. папа Целестин III и император Хайнрих VI сключват мир и град Тускулум e разрушен от римляните. Останките на града се намират източно над Фраскати.
Първият граф на Тускулум e Теофилакт I († 915/924), баща на Марозия, майка на Алберих II Сполетски.

## Графове на Тускулум
- Теофилакт I, † 915/924, граф на Тускулум
- Йоан Кресцентий, папски кемер (Vestrararius), граф на Тускулум като съпруг на Теодора II
- Грегор I, * 935, † пр. 2 юни 1013, граф на Тускулум, консул и dux
- Теофилакт II, * 980, † 9 април 1024, негов син, граф на Тускулум до 1012, като Бенедикт VIII папа от 1012 – 1024
- Роман, † 6 ноември 1032, негов брат, граф на Тускулум, като Йоан XIX папа 1024 – 1032
- Алберих III, * 975, † 1032/1044, негов брат, граф на Тускулум, консул и dux
- Грегор II, * 1000, † 1054, негов син, граф на Тускулум
- Йоан, негов син, граф на Тускулум
- Теофилакт III, † края на 1055, брат на Грегор II, граф на Тускулум, като Бенедикт IX папа от 1032 – 1048
- Гуидо, негов брат, граф на Тускулум
- Йоан, † сл. 1073, негов син, граф на Тускулум, епископ на Велетри, като Бенедикт X антипапа 1058 – 1059
- Петрус I * 1000, брат на Гуидо, граф на Тускулум
- Октавиан, негов брат, граф на Тускулум
- Птолемей I (Толомео I), † 1126, граф на Тускулум
- Птолемей II (Толомео II), † 1153, негов син, граф на Тускулум, ∞ 1117 Берта, извънбрачна дъщеря на император Хайнрих V (Салическа династия)
- Джионата, негов син, граф на Тускулум

## Синове и дъщери на града
- Марк Порций Катон Стари (* 234 пр.н.е. в Тускулум; † 149 пр.н.е. в Рим), древноримски политик, военачалник и писател